# Step by step (濱崎步單曲)
《Step by step》是日本歌手濱崎步的一張數位單曲，作為2015年8月5日發行的迷你專輯《sixxxxxx》的先行單曲於同年7月1日開始全曲線上下載。

## 說明
本作未發行實體唱片，是2015年8月5日發行的迷你專輯《sixxxxxx》中收錄的唯一一首單曲。
本作作為同年4月開播的由仲間由紀惠主演的NHK火10劇《美女與男子》的主題曲，在該劇開播之後便廣受粉絲好評。
本作與7月1日作為數位單曲正式在iTunes、Recochoku、mora等線上音樂商城開始配信，另外收錄于2002年發行的單曲《H》中的夏日名曲「July 1st」的Hi-Res版本也與同一天首次公開配信。

## 收錄歌曲
全曲填詞：濱崎步

### 數位音樂
1. Step by step
作曲：湯汲哲也／編曲：中野雄太
NHK火10連續劇《美女與男子》主題歌

### Hi-Res版本
1. Step by step
2. July 1st
作曲：CREA + D・A・I／編曲：tasuku
KOSÉ“VISÉE”廣告歌曲